# Weltmeisterschaften im Modernen Fünfkampf 1974
1974 fanden die Weltmeisterschaften im Modernen Fünfkampf in Moskau in der Sowjetunion statt.

## Herren

### Einzel
| Platz | Land        | Sportler             |
| ----- | ----------- | -------------------- |
| 1     | Sowjetunion | Pawel Lednjow        |
| 2     | Sowjetunion | Wladimir Schmeljow   |
| 3     | Sowjetunion | Borys Onyschtschenko |

### Mannschaft
| Platz | Land        | Sportler                                              |
| ----- | ----------- | ----------------------------------------------------- |
| 1     | Sowjetunion | Borys Onyschtschenko Pawel Lednjow Wladimir Schmeljow |
| 2     | Ungarn      | Zsigmond Villányi Tamás Kancsal Tibor Maracskó        |
| 3     | Rumänien    | Dumitru Spîrlea Constantin Calina Adalbert Gavaci     |

## Medaillenspiegel
| Platz | Land        | Goldmedaille | Silbermedaille | Bronzemedaille |
| 1     | Sowjetunion | 2            | 1              | 1              |
| 2     | Ungarn      | –            | 1              | –              |
| 3     | Rumänien    | –            | –              | 1              |